# Елктон (Вірджинія)
Елктон (англ. Elkton) — місто (англ. town) в США, в окрузі Рокінгем штату Вірджинія. Населення — 2941 особа (2020).

## Географія
Елктон розташований за координатами 38°24′39″ пн. ш. 78°36′53″ зх. д. / 38.41083° пн. ш. 78.61472° зх. д. (38.410765, -78.614653).  За даними Бюро перепису населення США в 2010 році місто мало площу 8,02 км², з яких 7,87 км² — суходіл та 0,16 км² — водойми.

## Демографія
Згідно з переписом 2010 року, у місті мешкало 2726 осіб у 1143 домогосподарствах у складі 719 родин. Густота населення становила 340 осіб/км².  Було 1314 помешкання (164/км²).
Расовий склад населення:
| - 94,1 % — білих - 3,7 % — чорних або афроамериканців - 0,5 % — азіатів |

До двох чи більше рас належало 1,1 %. Частка іспаномовних становила 2,1 % від усіх жителів.
За віковим діапазоном населення розподілялося таким чином: 22,9 % — особи молодші 18 років, 59,0 % — особи у віці 18—64 років, 18,1 % — особи у віці 65 років та старші. Медіана віку мешканця становила 39,5 року. На 100 осіб жіночої статі у місті припадало 92,0 чоловіків;  на 100 жінок у віці від 18 років та старших — 88,2 чоловіків також старших 18 років.
Середній дохід на одне домашнє господарство  становив 54 594 долари США (медіана — 47 125), а середній дохід на одну сім'ю — 62 244 долари (медіана — 54 318). Медіана доходів становила 41 676 доларів для чоловіків та 36 875 доларів для жінок. За межею бідності перебувало 9,6 % осіб, у тому числі 12,2 % дітей у віці до 18 років та 8,2 % осіб у віці 65 років та старших.
Цивільне працевлаштоване населення становило 1398 осіб. Основні галузі зайнятості: освіта, охорона здоров'я та соціальна допомога — 26,5 %, роздрібна торгівля — 19,0 %, виробництво — 16,1 %.